# Archibald Vivian Hill
Pour les articles homonymes, voir Hill.
Archibald Vivian Hill (26 septembre 1886 à Bristol, Angleterre - 3 juin 1977 à Cambridge, Angleterre) est un physiologiste britannique. Il est colauréat du prix Nobel de physiologie ou médecine avec Otto Fritz Meyerhof en 1922.

## Biographie
Né à Bristol, il s'oriente d'abord vers l'étude des mathématiques, lors de son entrée au Trinity College de Cambridge, avant de bifurquer vers la physiologie à la suggestion d'un de ses professeurs.
Ses premières recherches sur la contraction musculaire commencèrent en 1909. Elles s'interrompent durant la Première Guerre mondiale, qu'il passe loin du front, mais œuvrant activement dans une unité de recherches chimiques sur les munitions.
Une fois la paix revenue, en 1919, il reprend sa tâche et se met en rapport avec Otto Fritz Meyerhof, professeur à l'Université de Kiel (Allemagne), qui travaille sur le même domaine à partir de postulats différents.
Les deux chercheurs entament alors une fructueuse correspondance de plusieurs années. En 1922, il est lauréat de la moitié du prix Nobel de physiologie ou médecine (l'autre moitié a été remise à Otto Fritz Meyerhof) « pour ses découvertes relatives à la production de chaleur dans le muscle ».
Hill est successivement professeur à l'université de Manchester, en 1920, puis à l'université de Londres en 1923. Il est lauréat de la Royal Medal en 1926 puis de la médaille Copley en 1948.
Dans les deux années qui précèdent la déclaration de la Seconde Guerre mondiale, il accueille dans son laboratoire pour un post-doctorat l'américain Otto Schmitt qui vient travailler avec lui sur les influx nerveux. Ce dernier ne dispose d'une bourse que pour un an. Hill lui trouve un financement pour sa seconde année, mais Schmitt rentre aux États-Unis en 1939 à la suite d'une offre de poste d'enseignant par l'Université du Minnesota,.
Il épouse Margaret Neville Keynes, sœur de John Maynard Keynes (1883-1946), d'où quatre enfants. Son épouse est décédée en 1974.
Il meurt le 3 juin 1977 à Cambridge.